# Sticherus urceolatus
Sticherus urceolatus är en ormbunkeart som beskrevs av M. Garrett och Kantvilas. Sticherus urceolatus ingår i släktet Sticherus och familjen Gleicheniaceae. Inga underarter finns listade.